# Piedramillera
Piedramillera là một đô thị trong tỉnh và cộng đồng tự trị Navarre, Tây Ban Nha. Đô thị này có diện tích là 11,25 ki-lô-mét vuông, dân số năm 2007 là 62 người với mật độ 66,5 người/km². Đô thị này có cự ly km so với tỉnh lỵ Pamplona. Khoảng cách so với tỉnh lỵ là 66,5 km.